# Équipe de Pologne de football à la Coupe du monde 1982
L'équipe de Pologne de football participe à la Coupe du monde de football de 1982 organisée en Espagne du 13 juin au 11 juillet 1982. Pour sa quatrième participation la Pologne effectue un parcours dans la lignée de 1974 et 1978, atteignant le dernier carré et montant sur le podium final pour la seconde fois de son histoire après 1974.
La Pologne se qualifie aisément pour la phase finale en disposant de l'Allemagne de l'Est et de Malte. Le sélectionneur Antoni Piechniczek, successeur au cours de la campagne de qualification de Ryszard Kulesza, constitue la sélection en emmenant quelques joueurs ayant participé aux Coupes du monde 1974 et 1978, dont les trois joueurs les plus expérimentés de la sélection, Lato, Szarmach et le capitaine Zmuda, mais aussi la star de l'équipe Zbigniew Boniek et plusieurs jeunes joueurs, dont Andrzej Buncol, Waldemar Matysik et  Andrzej Pałasz.

## Éliminatoires
C'est la 11e édition des éliminatoires. Les trente-trois sélections participant aux éliminatoires de la zone européenne sont réparties en sept groupes, quatre groupes de cinq équipes et un groupe de trois équipes, les équipes terminant aux deux premières places des groupes 1 à 6 sont qualifiées pour la phase finale de la Coupe du monde en Espagne, et l'équipe terminant en tête du groupe 7 se qualifie également pour la phase finale. Avant le tirage au sort, la Pologne est placée dans le pot 1 en compagnie des meilleures équipes européennes. Le tirage se déroule le 14 octobre 1979 à Zurich en Suisse, le sort place la Pologne dans le seul groupe de trois équipes, le groupe 7, avec l'Allemagne de l'Est issue du pot 3 et Malte issue du pot 5,.
Le début de la campagne de qualification de la Pologne est troublé par l'incident du 29 novembre 1980 : afin de préparer la rencontre du 7 décembre face à Malte, la sélection polonaise doit rejoindre le 29 novembre l'Italie pour prendre part à un camp d'entraînement avant d'affronter une sélection du championnat italien,. La veille du départ, les membres de l'équipe séjournent dans un hôtel de Varsovie ; le gardien de but Józef Młynarczyk et les attaquants Wlodzimierz Smolarek et Andrzej Iwan quittent tardivement l’hôtel pour rejoindre un restaurant sans l'autorisation du sélectionneur. De retour à l'hôtel, le lendemain matin aux alentours de 7 heures, le gardien Józef Młynarczyk est dans un tel état qu'il ne peut pas porter ses propres affaires et doit être aidé par Smolarek. L'assistant Bernard Blaut empêche Józef Młynarczyk de prendre le bus de la sélection qui doit rejoindre l'aéroport,,. Plusieurs joueurs dont la star de l'équipe Zbigniew Boniek, le défenseur Wladyslaw Zmuda et les attaquants Smolarek et Terlecki sont opposés à cette décision,, étant non loin d'en venir aux mains avec l'assistant Bernard Blaut. Józef Młynarczyk rejoint alors l’aéroport Okęcie conduit par Terlecki dans sa propre voiture, ce dernier étant notoirement connu comme un fauteur de troubles opposé au régime communiste en place. Ryszard Kulesza autorise finalement Józef Młynarczyk à prendre place dans l'avion, craignant une mutinerie parmi ses joueurs.
Arrivé à Rome, Stanisław Terlecki organise une rencontre avec le pape Jean-Paul II, lui-même polonais,,,. Ceci déplait aux autorités polonaises qui décident de renvoyer les auteurs de cette fronde Terlecki, Boniek, Żmuda et Młynarczyk avant même de disputer le match à Malte, ; ces derniers sont pourtant les meilleurs joueurs de la sélection. L'équipe polonaise doit donc se rendre à Malte sans eux. L'incident a d'importantes répercussions dans la presse et déclenche une véritable tempête médiatique, de nombreux médias étant présents à l’aéroport lors de l'incident.
C'est dans ce contexte trouble que la Pologne commence se campagne de qualification pour la Coupe du monde 1982. Le 7 décembre 1980, les Polonais rencontrent Malte  sur le gazon artificiel de l'Empire Stadium de Gzira. Les Polonais commencent bien la rencontre, se créant rapidement des occasions. La pression polonaise est forte durant les vingt premières minutes mais le score reste nul, les Polonais manquant deux occasions franches. Malte réussit à clore le premier acte sur un score nul et vierge. Après 10 minutes en seconde période, Smolarek ouvre le score. Les Maltais ont l'occasion de revenir dans la partie, touchant notamment la barre polonaise mais quatre minutes plus tard la Pologne double la mise par Leszek Lipka pourtant signalé hors-jeu,, poussant tout de même le ballon au fond des filets ; l'arbitre yougoslave Dusan Maksimovic accorde le but à la stupéfaction générale,. À la suite des protestations maltaises et des jets de pierre et d'autres projectiles de la part des supporteurs maltais furieux, le match est arrêté. Avec cette victoire (2-0) à Malte, la Pologne prend la tête du groupe 7,.
Le 15 décembre, la Fédération polonaise de football enquête sur les événements du 29 novembre. Dès le 1er décembre, le président de la fédération le général Marian Ryba veut interdire les joueurs dissidents de l'équipe de Pologne ; Terlecki est notamment interrogé, seules les versions du sélectionneur Ryszard Kulesza et de son adjoint Bernard Blaut sont acceptées par les instances polonaises. Cinq joueurs sont suspendus : Terlecki et Boniek le sont pour un an, Żmuda et Młynarczyk huit mois, et Smolarek deux mois. La suspension porte sur la sélection mais aussi sur les clubs. Kulesza, qui à l'origine était favorable à écarter Młynarczyk, est en revanche en désaccord avec la sévérité des sanctions prises contre ses joueurs ; il démissionne alors de son poste avant d'être remplacé par Antoni Piechniczek, nommé sélectionneur le 5 janvier 1981.
La Pologne continue son parcours en recevant le 2 mai 1981 l'Allemagne de l'Est au Stade de Silésie de Chorzow. Ce match est l'occasion du retour en sélection de Żmuda et de Młynarczyk, bien que suspendu pour huit mois. Devant les 74 000 spectateurs, aucune sélection ne réussit à faire la différence en première période. Au retour des vestiaires, les Polonais réussissent à prendre l'avantage : à la suite d'un coup franc obtenu aux abords de la surface est-allemande, le ballon est dévié en corner par le mur, et sur le corner frappé rentrant au premier poteau, le cuir est dévié par un Polonais à l'entrée de la surface de but avant que Andrzej Buncol seul à deux mètres de la cage coupe la trajectoire du ballon en devançant le portier Hans-Ulrich Grapenthin pour ouvrir le score. À la suite de ce but, les deux équipes se neutralisent. Avec cette victoire (1-0) les Polonais reprennent seuls la tête du groupe avec deux points d'avance,.
Le 10 octobre 1981, la Pologne rencontre en déplacement au Zentralstadion de Leipzig la sélection de RDA. Zbigniew Boniek, star de l'équipe, est de retour après près d'un an de suspension. Ce match est décisif pour la qualification, car en cas de succès les Polonais seraient qualifiés pour le mondial espagnol ; en revanche le succès est impératif pour l'adversaire du jour. Les Polonais démarrent le match de la meilleure des manières, l'attaquant de l'AJ Auxerre Andrzej Szarmach démarqué au second poteau ouvre le score de la tête dès la deuxième minute de jeu. Wlodzimierz Smolarek donne deux buts d'avance à la Pologne dès la 5e sur une contre-attaque : lancé dans la profondeur, il devance à la course le retour d'un premier défenseur avant d'éliminer Hans-Ulrich Grapenthin, le gardien est-allemand venu à sa rencontre, d'un crochet du droit à l'entrée de la surface de réparation, et de marquer dans le but malgré un retour d'un second défenseur allemand. Le score n’évolue plus en première période, et au retour des vestiaires les Est-Allemands réduisent le score sur penalty par l'intermédiaire de Rüdiger Schnuphase qui prend Józef Młynarczyk à contre-pied. Sur une nouvelle contre-attaque, Wlodzimierz Smolarek réussit un doublé, redonnant deux buts d'avance aux siens. Cependant la RDA revient dans le match dans les minutes suivantes, Joachim Streich seul au second poteau profite de la sortie manquée de Józef Młynarczyk pour réduire l'écart. Le score n'évolue plus, les Polonais s'imposent (3-2) et gardent la tête du groupe 7 avec 4 points d'avance sur la RDA alors qu'il ne reste qu'une rencontre à disputer pour chaque équipe, la Pologne est donc qualifiée pour son troisième mondial consécutif.
Les Polonais déjà qualifiés terminent leur campagne de qualification en recevant au Stade olympique de Wrocław la sélection de Malte. Ce match marque le lancement de la préparation pour l’Espagne. Face à une faible équipe de Malte, les joueurs polonais font rapidement la différence. Andrzej Buncol d'une tête plongeante au second poteau ouvre le score au bout de seulement six minutes de jeu. Il faut attendre la seconde mi-temps pour voir le score évoluer de nouveau : dès le retour des vestiaires, Włodzimierz Smolarek profite d'un ballon relâché devant sa cage par le gardien adverse pour doubler la marque, et une minute plus tard Stefan Majewski inscrit son but. À la 64e minute, Włodzimierz Smolarek marque son second but de la partie, puis Dariusz Dziekanowski pour sa première sélection inscrit son premier but, à dix minutes du terme, d'une frappe enroulée à raz de terre de l'entrée de la surface de réparation. Zbigniew Boniek d'une tête piquée vient clore le score. Avec cette victoire (6-0), la Pologne réalise un sans faute, quatre victoires en quatre matchs, lui ouvrant les portes de la Coupe du monde 1982,.
| Rang | Équipe             | Pts | J | G | N | P | Bp | Bc | Diff |  | Résultats (▼ dom., ► ext.) |     |     |     |
| ---- | ------------------ | --- | - | - | - | - | -- | -- | ---- |  | -------------------------- | --- | --- | --- |
| 1    | Pologne            | 8   | 4 | 4 | 0 | 0 | 12 | 2  | +10  |  | Pologne                    |     | 1-0 | 6-0 |
| 2    | Allemagne de l'Est | 4   | 4 | 2 | 0 | 2 | 9  | 6  | +3   |  | Allemagne de l'Est         | 2-3 |     | 5-1 |
| 3    | Malte              | 0   | 4 | 0 | 0 | 4 | 2  | 15 | -13  |  | Malte                      | 0-2 | 1-2 |     |

| 7 décembre 1980 | Malte   | 0 - 2 | Pologne                  | Empire Stadium, Gzira                          |                                                |
|                 |         |       | Smolarek 57e · Lipka 77e | Spectateurs : 10 000 Arbitrage : M. Maksimovic | Spectateurs : 10 000 Arbitrage : M. Maksimovic |
|                 | Détails |       |                          | Spectateurs : 10 000 Arbitrage : M. Maksimovic | Spectateurs : 10 000 Arbitrage : M. Maksimovic |

| 2 mai 1981 | Pologne    | 1 - 0 | Allemagne de l'Est | Stade de Silésie, Chorzow                    |                                              |
|            | Buncol 55e |       |                    | Spectateurs : 74 000 Arbitrage : M. Christov | Spectateurs : 74 000 Arbitrage : M. Christov |
|            | Détails    |       |                    | Spectateurs : 74 000 Arbitrage : M. Christov | Spectateurs : 74 000 Arbitrage : M. Christov |

| 10 octobre 1981 | Allemagne de l'Est                  | 2 - 3 | Pologne                        | Zentralstadion, Leipzig                      |                                              |
|                 | Schnuphase 57e (pen.) · Streich 67e |       | Szarmach 2e · Smolarek 5e, 62e | Spectateurs : 85 000 Arbitrage : M. Castillo | Spectateurs : 85 000 Arbitrage : M. Castillo |
|                 | Détails                             |       |                                | Spectateurs : 85 000 Arbitrage : M. Castillo | Spectateurs : 85 000 Arbitrage : M. Castillo |

| 15 novembre 1981 | Pologne                                                                      | 6 - 0 | Malte | Stade olympique, Wrocław                  |                                           |
|                  | Buncol 6e · Smolarek 47e, 64e · Majewski 48e · Dziekanowski 80e · Biniek 88e |       |       | Spectateurs : 25 618 Arbitrage : M. Helen | Spectateurs : 25 618 Arbitrage : M. Helen |
|                  | Détails                                                                      |       |       | Spectateurs : 25 618 Arbitrage : M. Helen | Spectateurs : 25 618 Arbitrage : M. Helen |

### Buteurs
Au cours de cette campagne, les Polonais ont inscrit douze buts, avec sept joueurs différents : Włodzimierz Smolarek a inscrit cinq buts lors de ces éliminatoires, le milieu de terrain polonais Andrzej Buncol a inscrit deux buts, Leszek Lipka, Andrzej Szarmach, Stefan Majewski, Dariusz Dziekanowski et Zbigniew Boniek ont eux inscrit un seul but.
| Place | Joueur               | Poste | Buts | MJ | Temps | Adversaire                             |
| ----- | -------------------- | ----- | ---- | -- | ----- | -------------------------------------- |
| 1     | Włodzimierz Smolarek | A     | 5    | 4  | 338   | Malte Allemagne de l'Est (2) Malte (2) |
| 2     | Andrzej Buncol       | M     | 2    | 2  | 180   | Allemagne de l'Est Malte               |
| 6     | Dariusz Dziekanowski | A     | 1    | 1  | 22    | Malte                                  |
| 6     | Leszek Lipka         | M     | 1    | 1  | 90    | Malte                                  |
| 6     | Andrzej Szarmach     | A     | 1    | 2  | 99    | Allemagne de l'Est                     |
| 6     | Stefan Majewski      | D     | 1    | 2  | 180   | Malte                                  |
| 6     | Zbigniew Boniek      | A     | 1    | 2  | 180   | Malte                                  |

## Joueurs sélectionnés
Pour la troisième coupe du monde de football consécutive disputée par la Pologne, le sélectionneur Antoni Piechniczek décide de s'appuyer sur une nouvelle génération, celle de Zbigniew Boniek, avec néanmoins la présence de cadres plus âgés. Parmi le groupe sélectionné, huit joueurs étaient présents en Argentine en 1978, quatre étaient présents également en RFA en 1974 : Lato, Kusto, Szarmach et le capitaine Zmuda. L'effectif sélectionné est relativement inexpérimenté sur le plan international, la moyenne d'âge de l'équipe est de 26 ans, parmi les plus faibles des vingt-quatre qualifiés. Sur les vingt-deux membres de la sélection, quinze comptent moins de 20 sélections dont sept en comptent 10 et moins, et seulement six joueurs comptent plus de 40 sélections ; ces joueurs constituent l'ossature de l'équipe. La sélection est également composée de trois jeunes joueurs ayant participé à la Coupe du monde des moins de 20 ans 1979, le gardien de but Jacek Kazimierski et les deux milieux Andrzej Buncol et Andrzej Pałasz.
Antoni Piechniczek a appelé selon lui les 22 meilleurs joueurs polonais du moment. Pour composer son équipe il compte s'appuyer sur des joueurs d’expérience comme Grzegorz Lato, Andrzej Szarmach et Władysław Żmuda, sur des joueurs de talent comme Zbigniew Boniek et Włodzimierz Smolarek mais aussi sur de jeunes joueurs comme Andrzej Buncol, Piotr Skrobowski, Waldemar Matysik, Andrzej Pałasz et Jacek Kazimierski.
Dans cette liste de vingt-deux joueurs, le Widzew Łódź champion de Pologne en titre et le Legia Varsovie sont les clubs les plus représentés avec quatre joueurs, suivis par le Górnik Zabrze et le Wisła Cracovie comptant trois joueurs chacun. Parmi les vingt-deux sélectionnés, vingt jouent dans le championnat polonais et deux évoluent à l'étranger, seuls les attaquants Grzegorz Lato et Andrzej Szarmach jouant respectivement en Belgique au KSC Lokeren pour le premier et en France à l'AJ Auxerre pour le second.
Le plus jeune joueur de la liste est le défenseur du Wisła Cracovie Piotr Skrobowski, âgé de seulement 20 ans. Il est suivi de Waldemar Matysik du Górnik Zabrze, plus vieux de quelques semaines. Le gardien Jacek Kazimierski et le défenseur Tadeusz Dolny sont les joueurs les moins expérimentés de la sélection avec seulement 4 capes. Le joueur le plus expérimenté à faire la compétition est Grzegorz Lato, qui compte 92 sélections à la veille du mondial. Il est de plus le meilleur buteur en sélection des joueurs appelés avec 41 réalisations, et aussi le joueur le plus âgé de la sélection.

## Préparation de l'événement

### Tirage au sort
Vingt-quatre équipes participent à la phase finale de la Coupe du monde. Pour le tirage au sort des six groupes de quatre équipes du premier tour, quatre pots sont constitués. Le pot 1 comprend les têtes de séries, l'Espagne nation hôte, l'Argentine tenant du titre, la RFA, l'Angleterre, l'Italie et le Brésil,. La Pologne fait partie du deuxième pot, en compagnie des autres sélections de l’Europe centrale et de l'Est.
Le tirage au sort de la phase finale a lieu au Palacio de Congresos de Madrid le 16 janvier 1982. La Pologne est tirée dans le Groupe 1, en compagnie de l'Italie, tête de série, du Pérou et du Cameroun qui fait ses débuts à ce niveau dans la compétition.

### Préparation
| Rencontre          | Rés. |
| ------------------ | ---- |
| Pologne-Espagne    | 2-3  |
| Reims-Pologne      | 0-5  |
| Lens-Pologne       | 0-3  |
| Haguenau-Pologne   | 0-5  |
| Stuttgart -Pologne | 1-2  |

L'équipe de Pologne joue des matchs amicaux avant de partir disputer la Coupe du monde en Espagne. Dans la dernière ligne droite de sa préparation, la Pologne affronte des clubs d'un niveau inférieur afin de donner un moral favorable à la sélection.
La Pologne commence sa préparation le 18 novembre 1981. Elle rencontre alors l'Espagne, nation hôte du prochain mondial, à domicile au Stadion Miejski de Łódź. La Pologne s'incline (2-3) lors de cette rencontre, alors qu'elle menait (2-1) et que le résultat semblait acquis. Grâce à un final hallucinant de l'Espagne dans les dix dernières minutes, la Roja finira par remporter le match. Dès la 10e minute de jeu les Espagnols ouvrent le score par l'intermédiaire Roberto López Ufarte, le nouvel entrant Andrzej Pałasz égalise à la 56e, Zbigniew Boniek donne pour la première fois du match l'avantage aux Polonais à la 74e, quand Jiménez perd bêtement un ballon qu'Andrzej Iwan récupère et transmet à Boniek qui trompe Arconada. Le défenseur du FC Barcelone José Ramón Alexanko égalise à dix minutes du terme, trompant Piotr Mowlik entré à la mi-temps, puis Perico Alonso donne la victoire à l’Espagne à la 87e : arrivant lancé, il frappe un ballon qui file le long du poteau polonais. À noter que cette rencontre est l'ultime de Jan Tomaszewski dans les cages polonaises ; capitaine d'un soir, le gardien du Hércules Alicante remplacé à la mi-temps a honoré sa cinquante-neuvième et dernière sélection.
La sélection polonaise quitte Varsovie le 17 mai 1982 pour rejoindre Stuttgart où les joueurs doivent passer 5 jours de préparation. Ils utilisent pendant cette période les installations du VfB Stuttgart afin de se préparer physiquement mais aussi tactiquement et techniquement pour le mondial. Par la suite la sélection doit rejoindre Mulhouse avant de disputer 4 rencontres amicales, contre le Stade de Reims le 22 mai, Mulhouse le 25, RC Lens le 29 et finalement le VfB Stuttgart le 2 juin.
La Pologne rencontre le Stade de Reims à Reims finalement le 23 mai. Les Polonais, sous une pluie constante et une pelouse glissante, dominent largement leur adversaire, qui ne résiste qu'une mi-temps. Les Polonais pratiquent un jeu rapide en une touche de balle, leur permettant de faire la différence. Grzegorz Lato ouvre le score à la 25e minute, et la seconde période est largement dominée par des Polonais qui ajoutent quatre buts : Andrzej Iwan à la 56e, suivi d'un doublé d'Antoni Szymanowski aux 81e et 84e minutes de jeu, et Marek Kusto clôt le score en toute fin de match.
Le 26 mai, la Pologne dispute un second match de préparation en rencontrant le RC Lens. Les Polonais prennent rapidement les devants au quart d'heure de jeu par Grzegorz Lato, puis deux minutes plus tard Wlodzimierz Smolarek réussit à doubler le score. Alors que le score est en sa faveur, la Pologne s'applique à conserver le ballon, sans pour autant se montrer aussi dangereuse que dans les premières minutes. Au retour des vestiaires, les Polonais font de nouveau la différence au bout de 9 minutes grâce au travail Andrzej Iwan. Par la suite le score n'évolue plus malgré une certaine réaction lensoise, du fait de sa grande supériorité, et la Pologne s'impose (3-0).
La Pologne continue sa préparation en Forêt-Noire en Allemagne avant de disputer le 28 mai à Haguenau un match de préparation contre une sélection locale composée de joueurs de troisième et quatrième division. Malgré l'enthousiasme de la sélection locale, la supériorité polonaise est importante. Les Polonais ne font pas la différence en première période, mais Talasz ouvre le score à l'heure de jeu marquant le début du festival polonais. Andrzej Szarmach double la mise 6 minutes plus tard avant que Marek Kusto donne trois buts d'avance aux siens à la 70e. Włodzimierz Ciołek à la 79e, puis finalement Romke peu avant la fin, inscrivent les derniers buts polonais pour une victoire (5-0).
Le 3 juin, les Polonais rencontrent dans le cadre de leur préparation le VfB Stuttgart à Reutlingen. Les Polonais démarrent bien le match, ouvrant rapidement la marque par l'intermédiaire de leur attaquant Grzegorz Lato. Karl Allgöwer réussit à égaliser pour les Allemands à la 24e, mais les joueurs de Stuttgart ne restent à la hauteur des Polonais que peu, Zbigniew Boniek redonnant l'avantage aux siens cinq minutes plus tard. Finalement le score n’évoluera plus. L'ensemble des buts a été marqué dans la première demi-heure du fait du jeu porté vers l'attaque pratiqué par les Polonais. En seconde mi-temps, le tempo polonais baisse fortement, sans pour autant remettre en cause ce bon résultat avec cette victoire (2-1).
Les Polonais regagnent Varsovie à la suite de ce séjour de préparation en Allemagne et en France. Le 9 juin, les Polonais rejoignent l'Espagne à bord d'un avion Ilyushin. Les 44 membres de la délégation polonaise atterrissent à l'Aéroport de Saint-Jacques-de-Compostelle à 15h en provenance de Varsovie. Une fois sur place, les Polonais sont logés à l'Hôtel Portocobo situé playa de Santa Cruz sur la commune de Oleiros. Les entrainements polonais ont lieu sur les communes de Santa Cruz et de Carral.
| Match amical     | Pologne | 2 - 3   | Espagne |                                                                 |                                                                 |
| 18 novembre 1981 | Pałasz 56e, Boniek 74e | (0 - 1) | López Ufarte 36e, Alexanko 80e, Perico Alonso 87e                                                                                                | Stadion Miejski, Łódź Spectateurs : 15 000 Arbitrage : M.Róbert | Stadion Miejski, Łódź Spectateurs : 15 000 Arbitrage : M.Róbert |
| 18 novembre 1981 | Rapport |         | | Stadion Miejski, Łódź Spectateurs : 15 000 Arbitrage : M.Róbert | Stadion Miejski, Łódź Spectateurs : 15 000 Arbitrage : M.Róbert |
| 18 novembre 1981 | Tomaszewski (Mowlik 46e ) - Dziuba, Skrobowski, Dolny, Jałocha (Matysik 53e ) - Boniek, Buncol (Pałasz 55e ) - Lato, Iwan, Smolarek (Okoński 73e ), Majewski | Équipes | Arconada - Camacho, Jiménez, Alexanko, Gordillo - Víctor (Saura 67e ), Periko Alonso, Zamora, Marcos (Boquerón 67e ) - Satrústegui, López Ufarte | Stadion Miejski, Łódź Spectateurs : 15 000 Arbitrage : M.Róbert | Stadion Miejski, Łódź Spectateurs : 15 000 Arbitrage : M.Róbert |

## Phase finale

### Premier tour

#### Groupe 1

##### Italie-Pologne
Résumé

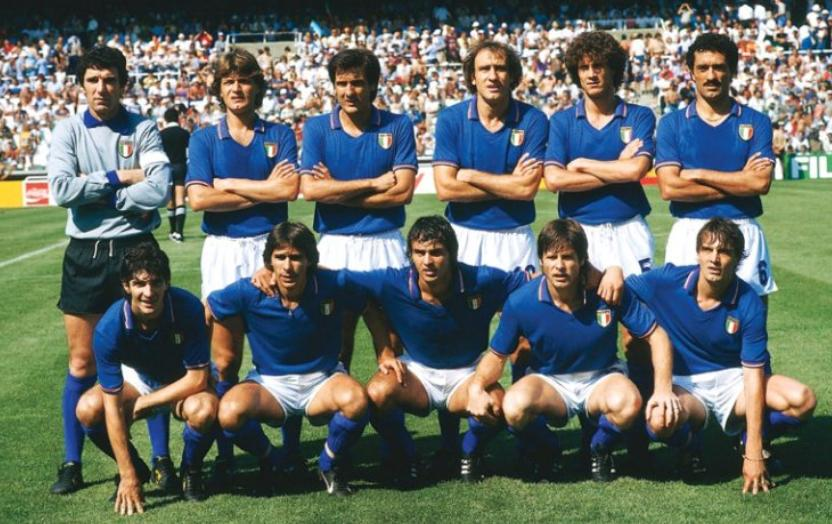
L'Italie lors du mondial 1982

Le 14 juin 1982 à 17 heures 15, la Pologne est opposée à l'Italie, favorite du groupe du fait de son statut de tête de série. La rencontre, disputée à l'Estadio de Balaídos de Vigo, est arbitrée par le Français Michel Vautrot devant 33 000 spectateurs.
La Pologne domine le début de match. Les Italiens commencent ensuite à sortir de leur partie de terrain, cela coïncide avec l'avertissement reçu par la star polonaise Zbigniew Boniek.
À la 15e minute de jeu, Boniek, futur joueur de la Juventus, obtient la première occasion du match en faveur de la Pologne, son tir des vingt mètres à raz de terre passe au pied des poteaux italiens. La réaction adverse ne tarde pas et à la 20e Grazziani a l'occasion d'ouvrir le score mais Młynarczyk repousse des poings. Le rythme de la fin de première période est assez lent et peu engagé. À la 41e minute les Italiens se procurent un corner tiré en deux temps, le ballon arrive sur Rossi démarqué aux six mètres et dont ta tête décroise frôle les buts polonais. Les deux équipes rentrent donc aux vestiaires sur ce score de (0-0).
En seconde période la partie est équilibrée, les équipes ne veulent prendre aucun risque. À la 81e minute les Italiens se procurent la plus grosse occasion du match sur un nouveau corner, frappé directement cette fois : Fulvio Collovati reprend le ballon de la tête, Jałocha sauve sur sa ligne mais le ballon revient directement dans les pieds de Marco Tardelli qui d'un enchainement contrôle poitrine reprise de volée envoie le ballon sur la barre transversale polonaise.
Les deux sélections de niveau égal font donc finalement match nul (0-0),. Malgré un niveau de jeu bon et plaisant, aucune n'a voulu prendre de risques, jouant pour ne pas perdre et assurer leur qualification face aux deux adversaires suivants.
Détails du match
| 14 juin 1982                        | Italie | 0 - 0   | Pologne | Stade du Balaidos (Vigo)                        |                                                 |
| 17 h 15 · Historique des rencontres | | (0 - 0) | | Spectateurs : 33 000 Arbitrage : Michel Vautrot | Spectateurs : 33 000 Arbitrage : Michel Vautrot |
| 17 h 15 · Historique des rencontres | Rapport |         | | Spectateurs : 33 000 Arbitrage : Michel Vautrot | Spectateurs : 33 000 Arbitrage : Michel Vautrot |
| 17 h 15 · Historique des rencontres | Zoff - Gentile, Cabrini, 1e Marini, Collovati, 47e Scirea - · Conti, Tardelli, Rossi, Antognoni - Graziani | Équipes | Młynarczyk - Janas, Jałocha, Żmuda , Majewski - Matysik, · Iwan ( 72e Kusto), Buncol- Lato, Smolarek, 10e Boniek | Spectateurs : 33 000 Arbitrage : Michel Vautrot | Spectateurs : 33 000 Arbitrage : Michel Vautrot |

##### Pologne-Cameroun
Résumé
Cinq jours plus tard, à 17 heures 15, la Pologne et le Cameroun s'affrontent dans le cadre de la deuxième journée du groupe 1. Le match, arbitré par le Belge Alexis Ponnet, a lieu à l'Estadio de Riazor de La Corogne devant 19 000 spectateurs.
Pour cette rencontre, Antoni Piechniczek laisse Andrzej Szarmach sur le banc, titularisant Pałasz, Iwan et l’insaisissable attaquant de Łódź Smolarek. Le trio d'attaque est soutenu principalement par Lato et Boniek. Les Polonais décident de se montrer offensifs dès les premières minutes, se montrant dangereux à la 4e minute par Andrzej Iwan mais sa frappe passe largement au-dessus de la cage de Nkono. À la 11e c'est au tour de Smolarek de se montrer dangereux mais sa frappe dans un angle fermé passe de peu à côté du poteau. Les joueurs polonais se procurent leur meilleure occasion à la 35e minute : sur un coup-franc tiré par Pałasz, le ballon est remisé de la tête vers Smolarek au second poteau dont le tir de la tête échoue sur la barre transversale avant de revenir sur Lato au sol qui reprend de la tête mais le ballon est sauvé sur la ligne par Nkono. Cette énorme occasion a pour conséquence de réveiller le Cameroun avec une frappe de M'Bida qui passe non loin de la cage de Młynarczyk,. Les Polonais passent les neuf dernières minutes de la première période en jouant plus bas, avant que l'arbitre belge Alexis Ponnet les invite à regagner les vestiaires sur le score de (0-0).
Après seulement cinq minutes en seconde mi-temps se produit la seconde occasion en or pour les joueurs de l'est. Sur un contre idéalement lancé, Lato bute sur Nkono et malgré sa parade le ballon revient sur Boniek qui réussit à battre le portier camerounais mais le ballon est miraculeusement sauvé sur la ligne par le retour de N'Djeya. À la suite de cette occasion, la partie évolue, les Camerounais commencent à dominer. Les deux premières alertes sur le but de Młynarczyk sont aux 53e et 56e minutes de jeu, mais le portier effectue deux parades devant des frappes lointaines mais puissantes et dangereuses de Kundé puis M'Bida. À la 65e minute, les Camerounais ont une nouvelle occasion lointaine mais Młynarczyk capte le ballon de Roger Milla. Abega se procure une occasion à 16 minutes du terme mais sa frappe passe au-dessus, puis M'Bida se procure lui aussi une occasion mais il perd son face-à-face avec Józef Młynarczyk. Les Polonais se procurent une timide dernière occasion à la 85e minute par Smolarek mais Onana dégage en corner, Roger Milla a une dernière occasion au cours du temps additionnel mais une nouvelle fois une rencontre de ce groupe se termine sur le score de (0-0),. Les Polonais n'ont pas réussi à tenir son rôle de favori, risquant même de s'incliner sur les nombreuses contre-attaques africaines.
Détails du match
| 19 juin 1982                        | Pologne | 0 - 0   | Cameroun | Stade du Riazor (La Corogne)                   |                                                |
| 17 h 15 · Historique des rencontres | | (0 - 0) | | Spectateurs : 19 000 Arbitrage : Alexis Ponnet | Spectateurs : 19 000 Arbitrage : Alexis Ponnet |
| 17 h 15 · Historique des rencontres | Rapport |         | | Spectateurs : 19 000 Arbitrage : Alexis Ponnet | Spectateurs : 19 000 Arbitrage : Alexis Ponnet |
| 17 h 15 · Historique des rencontres | Młynarczyk - Janas, Jałocha, Żmuda , Majewski - Boniek, Buncol, · Lato - Smolarek, 34e Pałasz ( 66e Kusto), Iwan ( 25e Szarmach) | Équipes | Nkono - Kaham, N'Djeya, Onana, 40e Aoudou - Kundé, · M'bom, M'Bida, Abega - 80e Milla, N'Guea ( 46e Tokoto) | Spectateurs : 19 000 Arbitrage : Alexis Ponnet | Spectateurs : 19 000 Arbitrage : Alexis Ponnet |

##### Pologne-Pérou
Résumé
La troisième journée s'annonce décisive, les quatre sélections ayant fait match nul se retrouvent à égalité de points avant de jouer leur dernier match. La Pologne doit battre le Pérou pour s'assurer la qualification pour le second tour, sans se préoccuper du résultat de l'autre match, les deux autres sélections s’affrontant en effet le lendemain avec leur destin en main.
Le match se déroule à l'Estadio de Riazor de La Corogne, le second de la Pologne dans ce stade, le 22 juin à 17 h 15 devant 25 000 spectateurs. L'arbitre du match est le Mexicain Lamberto Rubio Vazquez, qui arbitre son premier match en Coupe du monde.
Les Péruviens se procurent la première grosse occasion de la rencontre en obtenant un coup franc à la 9e minute quand Rubén Toribio Díaz voit sa frappe heurter le bas du poteau gauche polonais. Les Polonais ont réagissent immédiatement, se procurant une première occasion claire mais le numéro 11 polonais Smolarek échoue face à Quiroga. À la 13e minute, c'est au tour de Jałocha de se trouver en bonne position sur un service en retrait de Lato mais une nouvelle fois Quiroga se trouve sur la trajectoire. Trois minutes plus tard, la Pologne croit ouvrir le score par l'intermédiaire de Boniek sur un superbe lob, cependant le but est refusé pour une position de hors-jeu de Smolarek. Après une période plus équilibrée, les Péruviens se procurent une occasion mais la frappe lointaine de Cueto est captée par Młynarczyk. À la 37e minute, les Polonais sont de nouveau en position d'ouvrir le score sur un centre de Smolarek mais le joueur du Widzew Łódź Boniek voit sa reprise échouer sur la barre. Avant la mi-temps Buncol voit sa frappe lointaine échouer une nouvelle fois sur la barre péruvienne, et malgré une avalanche d'occasions l'arbitre mexicain siffle la mi-temps sur le score de (0-0).
Les Polonais repartent dès le retour des vestiaires à l'attaque. Conscients qu'un nouveau match nul pourrait les éliminer, les Polonais exercent une pression énorme sur le but péruvien au cours des dix premières minutes, et dès la première minute de la seconde période, Lato a une occasion de but mais sa frappe est captée difficilement par Quiroga. Les Polonais ouvrent le score à la 55e minute, soit au bout de 235 minutes sans but depuis le début de la compétition. Quiroga, irréprochable depuis le début de la rencontre, va alors encaisser 3 buts en 5 minutes. Le premier but polonais est inscrit par Smolarek, qui profite du bon pressing polonais et d’une récupération de Kupcewicz dans les pieds de Velásquez pour venir tromper Quiroga. Lato double la marque trois minutes plus tard sur un ballon perdu au milieu de terrain par Leguia, la défense polonaise dégage le ballon qui est dévié de la tête par Boniek qui lance dans la profondeur Lato, lequel profite de la sortie hasardeuse de Quiroga pour marquer. Les Polonais obtiennent à l'heure de jeu un coup franc, Kupcewicz lance Buncol en profondeur dans la surface de réparation, celui-ci ajuste un centre à raz de terre vers Boniek démarqué qui en profite pour marquer. À la 68e minute, Buncol inscrit un nouveau but sur ce qui est l'une des plus belles actions du match : il combine avec Boniek sur un une-deux qui lui effectue une remise du talon, avant de marquer d'une frappe en force sous la transversale. Ciołek à la 76e inscrit le cinquième et dernier but polonais sur un centre de Lato qu'il reprend instantanément des seize mètres, prenant le gardien adverse à contre-pied. La Rosa sauve l'honneur pour le Pérou à la 83e, il se faufile au milieu de la défense polonaise avant de tromper Młynarczyk d'une puissante frappe.
Notamment grâce aux brillantes parties de Boniek, la première du mondial, et du vétéran Lato, les Polonais réussissent donc à se qualifier non sans mal ; alors que la première mi-temps fut équilibrée avec un (0-0), les Polonais ont réussi à faire la différence en 18 minutes, inscrivant 4 buts pour une victoire finale (5-1).
Détails du match
| 22 juin 1982                        | Pologne | 5 - 1   | Pérou | Stade de Riazor (La Corogne)                            |                                                         |
| 17 h 15 · Historique des rencontres | Smolarek 55e · Lato 58e · Boniek 61e · Buncol 68e · Ciołek 76e                                                                    | (0 - 0) | La Rosa 83e | Spectateurs : 25 000 Arbitrage : Lamberto Rubio Vázquez | Spectateurs : 25 000 Arbitrage : Lamberto Rubio Vázquez |
| 17 h 15 · Historique des rencontres | Rapport |         | | Spectateurs : 25 000 Arbitrage : Lamberto Rubio Vázquez | Spectateurs : 25 000 Arbitrage : Lamberto Rubio Vázquez |
| 17 h 15 · Historique des rencontres | Młynarczyk - Janas, Jałocha ( 26e Dziuba), Żmuda , Majewski - · Matysik, Kupcewicz, Buncol - Lato, Boniek, Smolarek ( 74e Ciołek) | Équipes | Quiroga - Duarte, Salguero, Díaz , Olaechea - Leguía, 31e Velásquez, Cueto, Cubillas ( 50e Uribe) - Oblitas ( 50e Barbadillo), La Rosa | Spectateurs : 25 000 Arbitrage : Lamberto Rubio Vázquez | Spectateurs : 25 000 Arbitrage : Lamberto Rubio Vázquez |

##### Classement
| Rang | Équipe   | Pts | J | G | N | P | Bp | Bc | Diff |  | Résultats (▼ dom., ► ext.) |  |     |     |     |
| ---- | -------- | --- | - | - | - | - | -- | -- | ---- |  | -------------------------- |  | --- | --- | --- |
| 1    | Pologne  | 4   | 3 | 1 | 2 | 0 | 5  | 1  | +4   |  | Pologne                    |  | 0-0 | 0-0 | 5-1 |
| 2    | Italie   | 3   | 3 | 0 | 3 | 0 | 2  | 2  | 0    |  | Italie                     |  |     | 1-1 | 1-1 |
| 3    | Cameroun | 3   | 3 | 0 | 3 | 0 | 1  | 1  | 0    |  | Cameroun                   |  |     |     | 0-0 |
| 4    | Pérou    | 2   | 3 | 0 | 2 | 1 | 2  | 6  | -4   |  | Pérou                      |  |     |     |     |

### Deuxième tour

#### Groupe A

##### Pologne-Belgique
Résumé

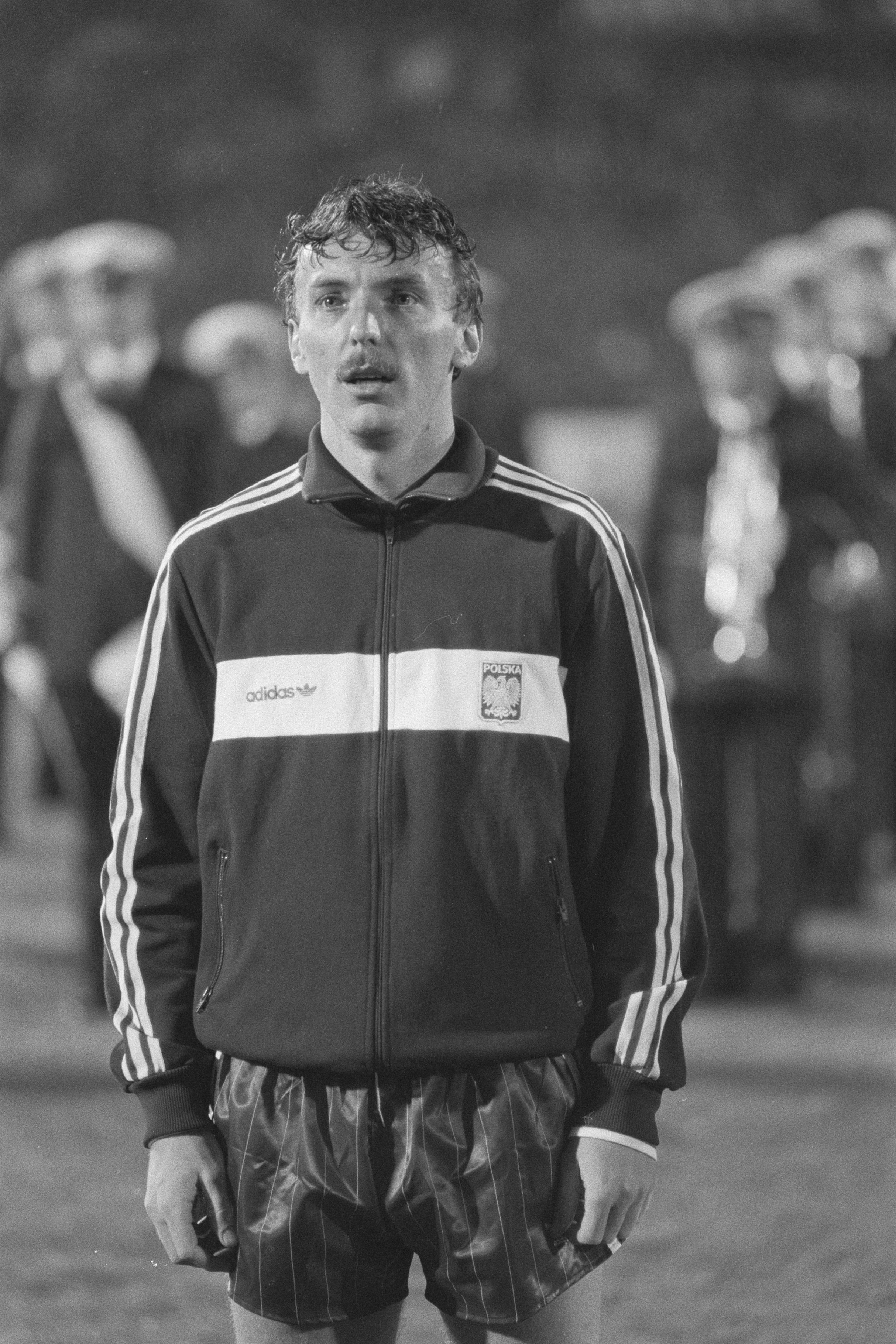
Boniek auteur d'un triplé face à la Belgique

La Pologne dispute le premier match de sa poule du second tour le 28 juin contre la Belgique, premier du groupe 3 devant l'Argentine. Le match est arbitré par le Costaricien Luis Paulino Siles, il a lieu au Camp Nou de Barcelone devant 65 000 spectateurs.
Une nouvelle fois Antoni Piechniczek reconduit son équipe type du match précédent ; seul Jałocha sorti prématurément lors de la précédente rencontre cède sa place à Dziuba. De son côté la Belgique doit faire face à l’absence de deux joueurs cadres du secteur défensif, celle du gardien Jean-Marie Pfaff et celle du défenseur Éric Gerets pour cause de blessure.
Les Polonais, par l'intermédiaire de leur star Boniek, ouvrent le score dès la 4e minute de jeu, quand il profite d'une passe en retrait de Lato dans sa course pour reprendre directement le ballon, sa frappe puissante touchant la barre transversale avant de rentrer. Les 25 premières minutes sont d'une qualité et d'un rythme élevé, et se concluent par un second but polonais : Lato centre au second poteau vers Smolarek qui dévie vers Boniek démarqué, ce dernier trompe un Custers avancé d'une tête lobée astucieuse,. Ce second but polonais oblige les Belges à modifier leur approche tactique pour développer un jeu plus offensif. Juste avant la mi-temps, les Polonais ont l'occasion d'accroitre l'écart mais la frappe du gauche de Smolarek échoue sur le poteau belge.
Au bout de huit minutes en seconde période, les Belges cèdent de nouveau, Boniek inscrivant son troisième but de la partie : bien lancé dans la profondeur par Lato, il élimine le gardien belge Theo Custers sorti à sa rencontre d'une feinte de corps somptueuse avant de marquer dans le but vide. La dernière demi-heure de la rencontre est disputée sur un rythme moins soutenu et les Polonais gardent leur avantage pour s'imposer sur le score de (3-0) grâce au coup du chapeau de Boniek. La rapide ouverture du score à pousser les Belges à se découvrir pour rattraper leur retard, permettant aux Polonais de dominer la rencontre et de contre-attaquer notamment par l'intermédiaire de Lato et de Boniek.
Détails du match
| 28 juin 1982                        | Pologne | 3 - 0   | Belgique | Camp Nou (Barcelone)                                |                                                     |
| 21 h 00 · Historique des rencontres | Boniek 4e, 26e, 53e | (2 - 0) | | Spectateurs : 65 000 Arbitrage : Luis Paulino Siles | Spectateurs : 65 000 Arbitrage : Luis Paulino Siles |
| 21 h 00 · Historique des rencontres | Rapport |         | | Spectateurs : 65 000 Arbitrage : Luis Paulino Siles | Spectateurs : 65 000 Arbitrage : Luis Paulino Siles |
| 21 h 00 · Historique des rencontres | Młynarczyk - Janas, Dziuba, Żmuda , Majewski - Matysik, · Kupcewicz ( 82e Ciołek), Buncol - Lato, Boniek, 49e Smolarek | Équipes | Custers - Renquin, Millecamps, Meeuws, Plessers ( 87e Baecke) - Van Moer · ( 46e Van Der Elst), Coeck, Ceulemans, Vercauteren - Czerniatynski, Vandenbergh | Spectateurs : 65 000 Arbitrage : Luis Paulino Siles | Spectateurs : 65 000 Arbitrage : Luis Paulino Siles |

##### Pologne-URSS
Résumé
La Pologne, qui a bénéficié de six jours de repos tandis que l'URSS affrontait à son tour la Belgique, dispute le dernier match du groupe A contre l'Union soviétique le 4 juillet avec en jeu une place en demi-finales. C'est un quasi-quart de finale, à la différence près que les Polonais peuvent se contenter d'un match nul pour se qualifier, grâce une meilleure différence de but, les soviétiques ne s'étant imposés que 1-0 face aux Belges. Le match est arbitré par l'Écossais Bob Valentine, il a lieu comme les deux autres matchs de ce groupe au Camp Nou de Barcelone, devant 65 000 spectateurs.
Le sélectionneur polonais Antoni Piechniczek décide d'aligner pour cette rencontre décisive son désormais classique 4-4-2 avec Matysik devant la défense et le vétéran Lato en soutien des deux attaquants avec notamment pour objectif non pas de briller devant mais de travailler à fatiguer des joueurs comme Demyanenko, joueur de base du système soviétique. De son côté le sélectionneur soviétique Konstantin Beskov, obligé de jouer l'offensive, décide de s'appuyer sur le talentueux Blokhin  et sur l'opportuniste Shengelia. Au milieu de terrain évolue l'infatigable Bessonov, derrière Baltacha est chargé de défendre sur Boniek et Borovski sur Smolarek. Konstantin Beskov a voulu joué la surprise en s’appuyant sur ses arrières latéraux, Sulakvelidze n'ayant cependant pas eu l'impact espéré.
La première mi-temps est équilibrée, les défenses prenant le pas sur les attaques notamment du fait de l'activité de Matysik côté polonais et de Bessonov côté soviétique. Parmi les seules offensives de la première période, à noter un coup franc soviétique aux 28 mètres mais la frappe de Blokhin s'envole au-dessus du cadre, puis sur un centre venu de la gauche d'Oganessian mais la reprise de la tête de Sulakvelidze au second poteau passe de nouveau au-dessus du cadre. Pour voir la première intervention pour portier soviétique Dasaev il faut attendre la 34e minute et un coup-franc excentré frappé par Boniek.
En second période les occasions sont un peu plus nombreuses, notamment pour les Polonais qui inquiètent à plusieurs reprises Dasaev. Notamment Matysik à la suite d'un slalom dans la défense mais sa frappe trop axée est captée par le gardien, puis Boniek sur une frappe lointaine met à contribution le portier adverse. Les soviétiques n'inquiètent que très peu Młynarczyk, qui n'a eu à faire face qu'à une tête d'Andreïev largement au-dessus. Les Polonais ont deux nouvelles occasions mais la frappe de Ciołek passe au-dessus avant que celle de Smolarek trop croisée passe devant la cage russe. Grâce à Smolarek, aux expérimentés Lato et Boniek, et au gardien Młynarczyk, les Polonais réussissent à garder le (0-0) et à se qualifier pour les demi-finales.
La Pologne a réussi à se qualifier au terme de ce qui est certainement la plus mauvaise des rencontres de ce groupe A disputé au Camp Nou de Barcelone, les Polonais ayant joué la défensive face à des Soviétiques en manque d'idées devant. Le point noir de la rencontre pour les Polonais est le carton jaune reçu par Boniek, en toute fin de match, son second de la compétition après celui reçu lors du premier match, ce qui le prive de la demi-finale.
Détails du match
| 4 juillet 1982                      | Pologne | 0 - 0   | Union soviétique | Camp Nou (Barcelone)                           |                                                |
| 21 h 00 · Historique des rencontres | | (0 - 0) | | Spectateurs : 65 000 Arbitrage : Bob Valentine | Spectateurs : 65 000 Arbitrage : Bob Valentine |
| 21 h 00 · Historique des rencontres | Rapport |         | | Spectateurs : 65 000 Arbitrage : Bob Valentine | Spectateurs : 65 000 Arbitrage : Bob Valentine |
| 21 h 00 · Historique des rencontres | Młynarczyk - Janas, Dziuba, Żmuda , Majewski - Matysik, · Kupcewicz ( 51e Ciołek), 65e Buncol, Lato - 88e Boniek, Smolarek | Équipes | Dasaev - Sulakvelidze, 1e Chivadze , Demyanenko, 90e Baltacha - Borovskiy, · 87e Shengelia ( 57e Andreïev), Bessonov, Gavrilov ( 78e Daraseliya) - Oganessian, Blokhin | Spectateurs : 65 000 Arbitrage : Bob Valentine | Spectateurs : 65 000 Arbitrage : Bob Valentine |

##### Classement
| Rang | Équipe           | Pts | J | G | N | P | Bp | Bc | Diff |  | Résultats (▼ dom., ► ext.) |  |     |     |
| ---- | ---------------- | --- | - | - | - | - | -- | -- | ---- |  | -------------------------- |  | --- | --- |
| 1    | Pologne          | 3   | 2 | 1 | 1 | 0 | 3  | 0  | +3   |  | Pologne                    |  | 0-0 | 3-0 |
| 2    | Union soviétique | 3   | 2 | 1 | 1 | 0 | 1  | 0  | +1   |  | Union soviétique           |  |     | 1-0 |
| 3    | Belgique         | 0   | 2 | 0 | 0 | 2 | 0  | 4  | -4   |  | Belgique                   |  |     |     |

### Demi-finale
Résumé
Le 8 juillet 1982 à 17 heures 15, la Pologne dispute sa première demi-finale proprement dite de Coupe du monde contre l'Italie qu'elle a déjà rencontrée dans le groupe 1 au premier tour. La rencontre, disputée au Camp Nou de Barcelone, est arbitrée par l'Uruguayen Juan Daniel Cardellino devant 50 000 spectateurs.
Pour ce match, le sélectionneur polonais Antoni Piechniczek doit faire face à la suspension de son attaquant Zbigniew Boniek,, remplacé dans le onze de départ par Włodzimierz Ciołek. Pour le reste, le technicien polonais aligne le même onze de départ que lors des deux matchs du second tour. De son côté, le sélectionneur italien doit également faire face à l’absence d'un de ses joueurs majeurs, le défenseur central Claudio Gentile,.
Les Italiens font un meilleur début de match que les Polonais en se procurant les premières occasions, notamment par l'intermédiaire de Tardelli dont la frappe lointaine est captée par Młynarczyk, puis c'est au tour de Graziani de se trouver en bonne position mais sa frappe s'envole au-dessus de la cage polonaise. À la 22e minute de jeu, les Italiens se procurent un coup franc excentré aux abords de la surface de réparation, Antognoni le frappe vers la surface de but, le ballon passe au milieu de la défense polonaise pour finalement être dévié par Rossi qui trompe Młynarczyk à bout portant. À la suite de ce but, les Polonais se procurent leur première occasion sur une frappe lointaine de Włodzimierz Ciołek qui n'inquiète pas Zoff, à la 27e minute. Kupcewicz se procure quelques minutes plus tard une première occasion mais sa frappe passe au-dessus du but. Les Italiens repartent à l'attaque, mais les frappes lointaines de Marini puis de Cabrini fuient le cadre polonais. Les Polonais se procurent en cette première période une ultime grosse occasion : à la 35e Kupcewicz sur coup franc inquiète Zoff avec une frappe qui touche son poteau droit.
À la mi-temps, les Polonais sont menés (0-1). Antoni Piechniczek effectue un premier changement, Pałasz entre en jeu, remplaçant un Włodzimierz Ciołek qui n'a pas réussi à remplacer efficacement Zbigniew Boniek. Après dix-neuf minutes en seconde période, Buncol se procure une belle opportunité de la tête, mais le ballon est arrêté par le capitaine de la squadra azzura. À la 73e minute, les Italiens doublent la mise : Matysik perd un ballon dans le camp italien, Altobelli récupère le ballon et lance une contre-attaque, Conti centre au second poteau, et malgré le retour du défenseur polonais Janas qui est trop court pour dégager, le ballon arrive sur Rossi seul au second poteau qui conclut d'une tête plongeante. Les Polonais ont une ultime occasion sur un coup franc lointain de Kupcewicz mais sa frappe puissante et tendue est captée par Zoff.
La Pologne, amputée de son meilleur élément Zbigniew Boniek suspendu, a vu son jeu offensif fragilisé, et malgré les efforts de Lato, les Polonais rapidement menés au score n'ont pas réussi à faire leur retard notamment à cause de la mauvaise prestation de Smolarek et de la supériorité technique italienne, et s'inclinent donc (2-0).
Détails du match
| 8 juillet 1982                      | Italie | 2 - 0   | Pologne | Camp Nou (Barcelone)                                    |                                                         |
| 17 h 15 · Historique des rencontres | Rossi 22e, 73e | (1 - 0) | | Spectateurs : 50 000 Arbitrage : Juan Daniel Cardellino | Spectateurs : 50 000 Arbitrage : Juan Daniel Cardellino |
| 17 h 15 · Historique des rencontres | Rapport |         | | Spectateurs : 50 000 Arbitrage : Juan Daniel Cardellino | Spectateurs : 50 000 Arbitrage : Juan Daniel Cardellino |
| 17 h 15 · Historique des rencontres | Zoff - Bergomi, Cabrini, Oriali, 57e Collovati, Scirea - Conti, Tardelli, · Rossi, Antognoni ( 28e Marini) - Graziani ( 70e Altobelli) | Équipes | Młynarczyk - Dziuba, 43e Majewski, 51e Żmuda , Janas - Buncol, Matysik, · Kupcewicz - Ciołek ( 46e Pałasz), Lato, 57e Smolarek ( 78e Kusto) | Spectateurs : 50 000 Arbitrage : Juan Daniel Cardellino | Spectateurs : 50 000 Arbitrage : Juan Daniel Cardellino |

### Match pour la troisième place
Résumé
À peine quarante-huit heures après les demi-finales, le 10 juillet 1982 à 20 heures, la Pologne dispute le match pour la troisième place contre la France, éliminée en demi-finale aux tirs au but par la RFA au terme d'un match épique. La rencontre a lieu à l'Estadio José Rico Pérez d'Alicante et est arbitrée par le Portugais António Garrido devant 28 000 spectateurs.
Le technicien polonais Antoni Piechniczek aligne pour cette rencontre une formation habituelle. Zbigniew Boniek suspendu en demi-finale effectue son retour en attaque, Andrzej Szarmach remplace lui Włodzimierz Smolarek dans le onze de départ. Michel Hidalgo aligne côté français une équipe très remaniée, alignant des joueurs qui n'ont pas encore joué de la compétition,, laissant sur le banc ou en tribune des joueurs tels Jean-Luc Ettori, Dominique Rocheteau, Michel Platini, Didier Six ou Maxime Bossis.
Ce sont les Français qui effectuent la meilleure entame de match, se procurant les premières opportunités. Larios sur un coup-franc lointain met Młynarczyk à contribution pour la première fois du match. Les Français continuent d'attaquer par René Girard mais sa première frappe de la partie passe à côté, Tigana sur une nouvelle frappe lointaine alerte le portier polonais. À la 13e minute René Girard ouvre le score sur une nouvelle frappe hors de la surface, sa frappe croisée à raz-de-terre touche le poteau avant d'entrer dans le but. À la suite de cette ouverture du score, les Français continuent de dominer et de jouer l'offensive, Bruno Bellone sur un coup-franc puissant oblige Młynarczyk à effectuer une parade décisive. Les Polonais se créent une première opportunité sur une frappe lointaine de Kupcewicz, puis une seconde quelques minutes plus tard par Boniek qui après avoir pris de vitesse Trésor perd son duel face au portier remplacent français Jean Castaneda. À la 23e minute de la première mi-temps, les Polonais se procurent une énorme occasion, Szarmach ne peut pousser un centre de tir de Boniek qui rebondit sur le poteau français avant d'être capté sur sa ligne par Castaneda. Les Polonais égalisent à la 41e minute, quand Boniek d'une passe piquée en profondeur lance Szarmach qui reprend dans un angle fermé le ballon de volée, sa frappe croisée heurte le poteau avant d'entrer dans la cage française. Juste avant la mi-temps, la Pologne prend l'avantage : sur un corner, Castaneda manque sa sortie, Majewski profite de l'erreur du portier de l'AS Saint-Étienne pour marquer de la tête dans le but vide.
Dès le retour des vestiaires, la Pologne inscrit un nouveau but, et une nouvelle fois la responsabilité de Castaneda est engagée : sur un coup franc excentré frappé par Kupcewicz, Castaneda anticipe le centre du milieu de terrain au second poteau mais Kupcewicz frappe directement son coup franc, le ballon entrant alors dans le but entre le premier poteau et le portier français. À la suite de ce but, les Français réagissent par une frappe lointaine de Bellone mais il se heurte à un Młynarczyk rassurant pour sa défense. À la 12e minute de cette seconde période, Castaneda réalise une parade décisive, sauvant d'une claquette une tête puissante de Szarmach. À la 72e Couriol profite d'une belle ouverture de Tigana pour réduit l'écart en devançant la sortie de Młynarczyk.
Avec cette victoire (3-2) la Pologne obtient la troisième place de ce mondial. C'est la deuxième fois après 1974 que la Pologne réalise une telle performance.
Détails du match
| 10 juillet 1982                     | Pologne | 3 - 2   | France | Estadio José Rico Pérez (Alicante)               |                                                  |
| 20 h 00 · Historique des rencontres | Szarmach 40e · Majewski 44e · Kupcewicz 46e                                                                                  | (2 - 1) | 13e Girard · 72e Couriol | Spectateurs : 28 000 Arbitrage : António Garrido | Spectateurs : 28 000 Arbitrage : António Garrido |
| 20 h 00 · Historique des rencontres | Rapport |         | | Spectateurs : 28 000 Arbitrage : António Garrido | Spectateurs : 28 000 Arbitrage : António Garrido |
| 20 h 00 · Historique des rencontres | Młynarczyk - Dziuba, Majewski, Żmuda , Janas - Matysik · ( 46e 71e Wójcicki), Kupcewicz, 62e Buncol, Lato - Boniek, Szarmach | Équipes | Castaneda - Amoros, Janvion ( 64e Lopez), Trésor , Mahut - Tigana ( 82e Six), · Larios, 79e Soler - Girard, Bellone, Couriol | Spectateurs : 28 000 Arbitrage : António Garrido | Spectateurs : 28 000 Arbitrage : António Garrido |

## Statistiques

### Temps de jeu
Le sélectionneur Antoni Piechniczek n'opère que peu de changements dans la composition de l'équipe lors des sept matchs de la Pologne, avec une ossature type reconduite de match en match,. Il n'utilise ses deux remplacements qu'à trois reprises. Lors des autres rencontres, il n’effectue qu'un seul changement. Six joueurs disputent l'intégralité des sept matchs : Andrzej Buncol, Paweł Janas, Grzegorz Lato, Stefan Majewski, Józef Młynarczyk et Władysław Żmuda. Trois joueurs disputent six rencontres en tant que titulaires : Zbigniew Boniek (qui dispute l'intégralité de ses matchs, son absence sur une des sept rencontres est liée à une suspension), Włodzimierz Smolarek et Waldemar Matysik. Janusz Kupcewicz prend part à cinq rencontres comme titulaire, Marek Dziuba lui aussi dispute cinq rencontres dont quatre en tant que titulaire (il remplace le titulaire habituel Jan Jałocha, blessé, lors de la troisième rencontre). Andrzej Pałasz, Włodzimierz Ciołek, Andrzej Szarmach ont tous trois disputé plusieurs rencontres dont une en tant que titulaire, trois autres joueurs sont entrés en cours de partie sans jamais débuter dans le onze de départ (Andrzej Iwan, Marek Kusto et Roman Wójcicki). Quatre joueurs ne disputent aucun match : les joueurs de champ Tadeusz DolnyPetiotr Skrobowski e,t les deux gardiens remplaçants Jacek Kazimierski et Piotr Mowlik.
| Place | Joueur               | Poste | MJ | MT | Temps |
| ----- | -------------------- | ----- | -- | -- | ----- |
| 1     | Andrzej Buncol       | M     | 7  | 7  | 630   |
| .     | Paweł Janas          | D     | 7  | 7  | 630   |
| .     | Grzegorz Lato        | A     | 7  | 7  | 630   |
| .     | Stefan Majewski      | D     | 7  | 7  | 630   |
| .     | Józef Młynarczyk     | G     | 7  | 7  | 630   |
| .     | Władysław Żmuda      | D     | 7  | 7  | 630   |
| 7     | Zbigniew Boniek      | A     | 6  | 6  | 540   |
| 8     | Włodzimierz Smolarek | A     | 6  | 6  | 512   |
| 9     | Waldemar Matysik     | M     | 6  | 6  | 495   |
| 10    | Marek Dziuba         | D     | 5  | 4  | 424   |
| 11    | Janusz Kupcewicz     | M     | 5  | 5  | 403   |
| 12    | Jan Jałocha          | D     | 3  | 3  | 206   |
| 13    | Andrzej Szarmach     | D     | 2  | 1  | 155   |
| 14    | Andrzej Pałasz       | M     | 2  | 1  | 111   |
| 15    | Włodzimierz Ciołek   | A     | 4  | 1  | 108   |
| 16    | Andrzej Iwan         | A     | 2  | 0  | 97    |
| 17    | Marek Kusto          | A     | 3  | 0  | 54    |
| 18    | Roman Wójcicki       | D     | 1  | 0  | 45    |
| 19    | Tadeusz Dolny        | D     | 0  | 0  | 0     |
| .     | Jacek Kazimierski    | G     | 0  | 0  | 0     |
| .     | Piotr Mowlik         | G     | 0  | 0  | 0     |
| .     | Piotr Skrobowski     | D     | 0  | 0  | 0     |

### Buteurs
La Pologne inscrit onze buts dans le tournoi : cinq contre le Pérou puis trois contre la Belgique et la France. L'attaquant Zbigniew Boniek inscrit 4 buts en faveur de sa sélection. Face à la Belgique, il honore sa 54e cape, et à cette occasion marque son unique triplé en sélection, Avec ces 4 buts, il porte son total de buts en coupe du monde à six unités, chiffre qui n’évoluera pas malgré une ultime participation en 1986. Il est le troisième joueur polonais à inscrire au moins trois buts en une seule rencontre en Coupe du monde ; seuls Esrnest Wilimowski (auteur de quatre buts face au Brésil en 1938) et Andrzej Szarmach (face à Haïti en 1974) avaient réussi cela. Avec ses 4 buts, il termine 3e meilleur buteur de la compétition à égalité avec le Brésilien Zico et derrière l'Italien Paolo Rossi, soulier d'or avec 6 buts, et l'Allemand Karl-Heinz Rummenigge auteur de 5 buts.
Sept joueurs ont également inscrit un but lors de cette compétition : Andrzej Buncol, Włodzimierz Ciołek, Grzegorz Lato et Włodzimierz Smolarek ont inscrit un but face au Pérou, et Janusz Kupcewicz, Stefan Majewski et Andrzej Szarmach ont eux inscrit leur but lors du match comptant pour la 3e place face à la France. Avec son but inscrit en 1982, Grzegorz Lato porte à dix son nombre de buts inscrits en Coupe du monde, faisant de lui le meilleur buteur polonais dans cette compétition. Il devance dans ce classement Andrzej Szarmach qui porte lui à sept son nombre de buts. Le but de Grzegorz Lato face au Pérou est son dernier en sélection, celui inscrit par Andrzej Szarmach est également son dernier inscrit ; ce but est inscrit lors de sa dernière sélection.
| Place | Joueur               | Poste | Buts | MJ | Temps | Adversaire         |
| ----- | -------------------- | ----- | ---- | -- | ----- | ------------------ |
| 1     | Zbigniew Boniek      | A     | 4    | 6  | 540   | Pérou Belgique (3) |
| 2     | Andrzej Buncol       | M     | 1    | 7  | 630   | Pérou              |
| 2     | Włodzimierz Ciołek   | M     | 1    | 4  | 108   | Pérou              |
| 2     | Janusz Kupcewicz     | M     | 1    | 5  | 403   | France             |
| 2     | Grzegorz Lato        | A     | 1    | 7  | 630   | Pérou              |
| 2     | Stefan Majewski      | D     | 1    | 7  | 630   | France             |
| 2     | Włodzimierz Smolarek | A     | 1    | 6  | 512   | Pérou              |
| 2     | Andrzej Szarmach     | A     | 1    | 2  | 155   | France             |